# عبدالرحمن العبید
عبدالرحمن العبید (عربی: عبد الرحمن العبيد؛ زادهٔ ۳۰ آوریل ۱۹۹۳) یک ورزشکار اهل عربستان سعودی است.
از باشگاه‌هایی که در آن بازی کرده‌است می‌توان به باشگاه فوتبال القادسیه عربستان سعودی اشاره کرد.
وی همچنین در تیم‌های ملی فوتبال عربستان سعودی ۲۳:۲۱، ۶ سپتامبر ۲۰۱۶ (UTC) بازی کرده است.